# 下赤坂城
下赤坂城（しもあかさかじょう）は、大阪府南河内郡千早赤阪村森屋にあった日本の城。国の史跡に指定されている。

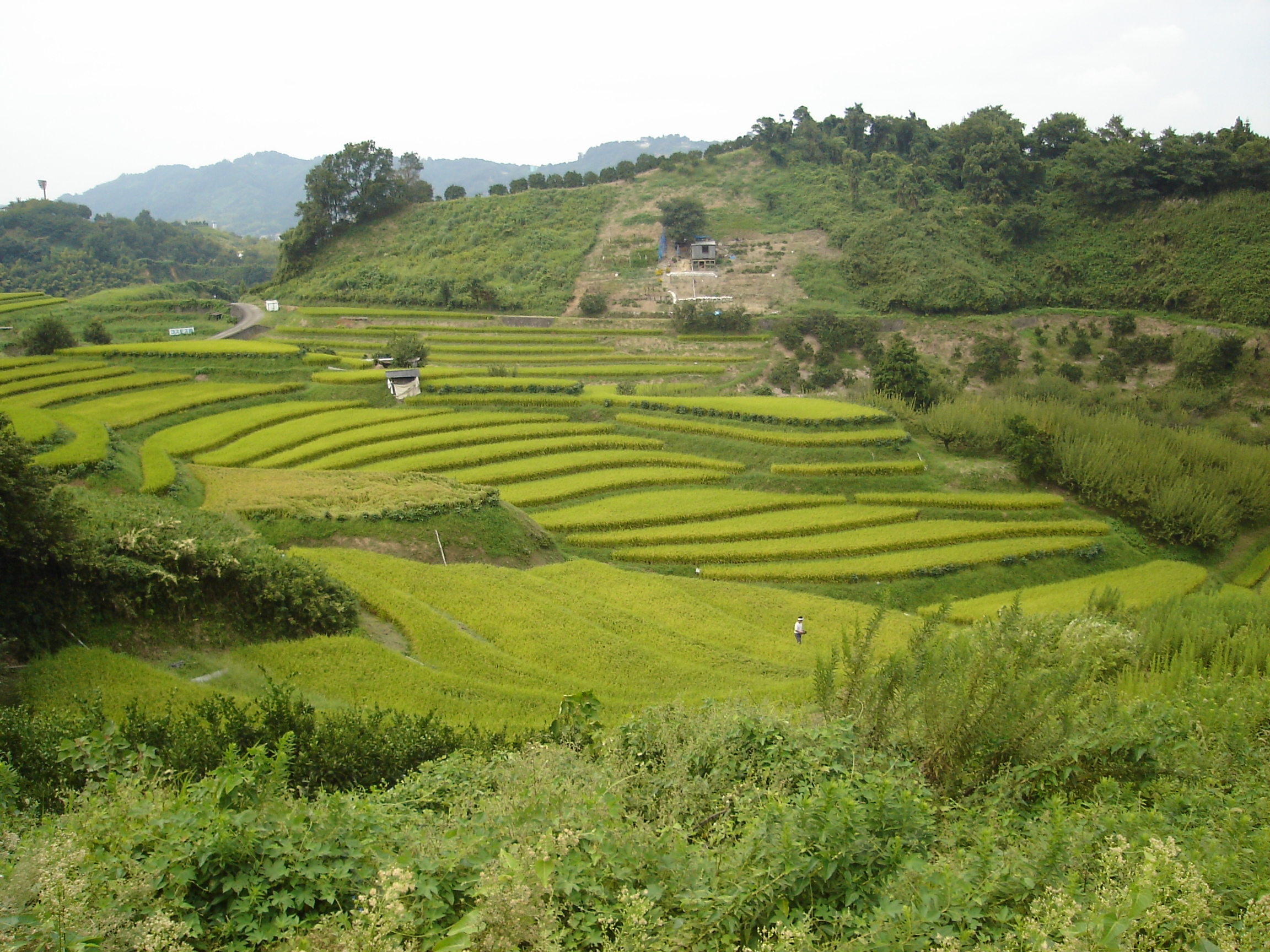
下赤坂城址に広がる棚田（2005年9月撮影）

## 概要と沿革
鎌倉時代末期より南北朝時代に存在した楠木正成の城である。標高185.7メートル、比高61.4メートル。遺構はほとんど残っていない。現在の千早赤阪村役場裏手付近が主郭（本丸）であったとされる。千早赤阪中学校の裏手に石碑が残り、日本の棚田百選にも選ばれた美しい棚田の風景が広がる。
昭和9年（1934年）3月13日、「赤阪城跡」として国の史跡に指定された。楠木七城の一つ。

## 歴史
元弘の乱の主要な舞台となった。元弘元年（1331年）、倒幕計画が発覚した後醍醐天皇が笠置山で挙兵すると、楠木正成もこれに呼応して当地で挙兵。熱湯や二重塀の活用、大木の投下等の奇策を用いて鎌倉幕府軍を翻弄したと伝えられるが、にわか造りの下赤坂城は大軍の攻撃に耐え切れずに落城、正成は金剛山に潜伏した。翌元弘2年（1332年）になると、正成が当城を奪還して再挙兵したものの落城し、楠木軍は上赤坂城・千早城に後退して抗戦を続けた。この千早・赤坂地域の戦いで幕府側を予想以上の苦戦に追い込んだことで、全国的に倒幕の気運が高まったとされる。
南北朝期にも南朝方の拠点となったが、延文5年（正平15年、1360年）に落城した。周辺の金剛山の尾根上には上赤坂城とともに猫路山城・国見山城・枡形城等の出城が築かれており、赤坂城塞群を形成していた。一連の戦いの模様は『太平記』に記述されている。